# Jean Rolin (Schriftsteller)

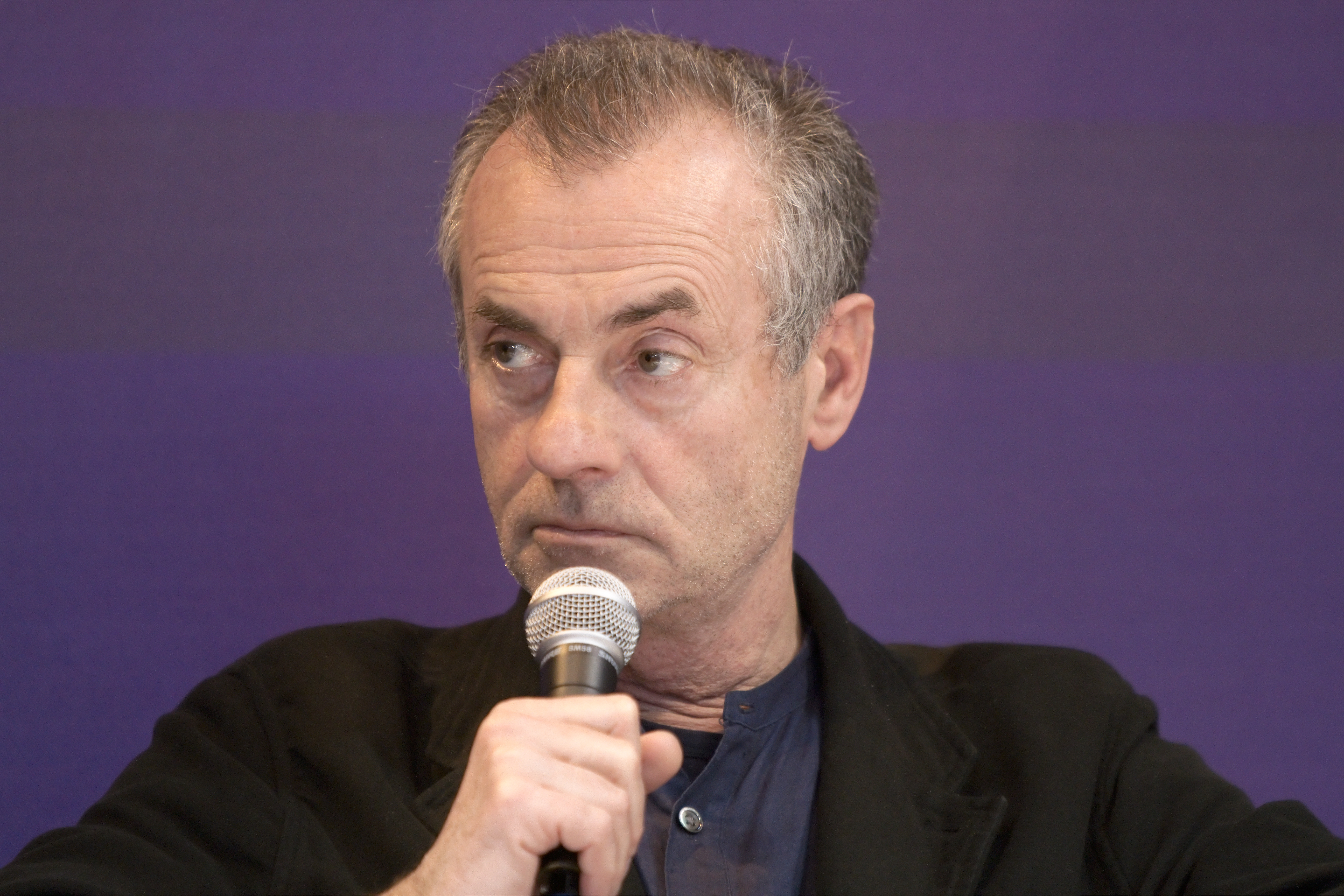
Jean Rolin

Jean Philippe Rolin (* 14. Juni 1949 in Boulogne-Billancourt, Département Hauts-de-Seine) ist ein französischer Schriftsteller und Journalist.

## Leben
Jean Rolin engagierte sich als Student nach den Studentenunruhen im Mai 1968, genauso wie sein zwei Jahre älterer Bruder Olivier Rolin, in der linksradikalen Szene und war aktives Mitglied der maoistischen Organisation Gauche prolétarienne. In den folgenden Jahren schrieb er Reportagen für französische Medien wie den Tageszeitungen Libération und Le Figaro, für L'Évènement du Jeudi und die französische Zeitschrift Géo.
Rolin ist Reiseschriftsteller, schreibt Essays, Romane und Erzählungen oft über Gesellschaften und Welten am Rande des Lebens, die Gefahr laufen zu verschwinden.

## Preise und Auszeichnungen
- 1982: Prix Roger-Nimier[1] für den Reisebericht Journal de Gant aux Aléoutiennes.
- 1988: Albert-Londres-Preis[2] für Journalismus für den Reisebericht La Ligne du Front
- 1996: Prix Médicis für L'Organisation
- 2006: Prix Ptolémée[3] für L'Homme qui a vu l'ours

## Werke(Auswahl)
Erzählungen
- L'Avis des bêtes. Bueb & Remaux, Strasbourg 1984, ISBN 2-86856-000-8.
- Joséphine. Récit. Gallimard, Paris 1994, ISBN 2-07-073959-7.
- Traverses. Récit. NIL, Paris 2011, ISBN 978-2-7578-1981-4 (EA Paris 1999).
- Campagnes. Récit. Édition Table Ronde, Paris 2000, ISBN 2-7103-6747-5.

Reiseberichte
- Chemins d'eau. Une promenade sur les canaux et les rivères de France. Neuaufl. Éditions Lattès, Paris 1992, ISBN 2-7096-1095-7 (EA Paris 1980).
- Journal de Gand aux Aléoutiennes. Neuaufl. Paris 2010 (EA Paris 1981).
- Vu sur la mer. Petites chroniques maritimes et fluviales. Bueb & Remaux, Strasbourg 1986, ISBN 2-86856-016-4.
- La Ligne de Front. Une voyage en Afrique australe (Le petite vermillon; Bd. 334). Neuaufl. Édition Table Ronde, Paris 2010, ISBN 978-2-7103-3152-0 (EA Paris 1988).
- Chrétiens. POL Éditeur, Paris 2003, ISBN 2-86744-971-5.
- Terminal Frigo. POL Éditeur, Paris 2005, ISBN 2-84682-059-7.
- L'homme qui a vu l'ours : reportages et autres articles. POL Éditeur, Paris 2006, ISBN 2-84682-119-4.
- Un chien mort après lui. POL Éditeur, Paris 2009, ISBN 978-2-84682-167-4.
  - deutsche Übersetzung: Einen toten Hund ihm nach. Reportagen von den Rändern der Welt. Berlin Verlag, Berlin 2012, ISBN 978-3-8270-1117-6 (übersetzt von Holger Fock und Sabine Müller).
- Ormuz. POL Éditeur, Paris 2013, ISBN 978-2-8180-1411-0.
- Les évènements. P.o.l., Paris 2015, ISBN 978-2-8180-2175-0.
- Peleliu. POL Éditeur, Paris 2016, ISBN 978-2-8180-3856-7.

Romane
- L'Or du scaphandrier. Paris 1983.
- La Frontière belge. L'Escampette, Bordeaux 2001, ISBN 2-909428-98-2 (EA Paris 1989).
- Cyrille et Méthode. Gallimard, Paris 1994, ISBN 2-07-073824-8.
- Zones. Gallimard, Paris 1995, ISBN 2-07-074128-1.
- L'Organisation. Gallimard, Paris 1996, ISBN 2-07-074551-1.
- La clôture. POL Éditeur, Paris 2004, ISBN 2-07-042985-7 (EA Paris 2002).
  - deutsche Übersetzung: Boulevard Ney. Roman. Berlin-Verlag, Berlin 2009, ISBN 978-3-8270-0797-1 (übersetzt von Holger Fock).[4]
- L'Explosion de la durite. POL Éditeur, Paris 2007, ISBN 978-2-84682-120-9.
- Le Ravissement de Britney Spears. POL Editeur, Paris 2011, ISBN 978-2-8180-0600-9.